# خطيئة الأم (مسلسل)
خطيئة الأم (بالتركية: Bir Annenin Günahı)‏ مسلسل تلفزيوني تركي من إنتاج شركة ليمون فيلم وإخراج فيليز باكمان وتأليف أحمد يوردكول. مستوحى من المسلسل التلفزيوني الفلبيني "ذنب الأم.

## الممثلون والشخصيات
- أوزغه أوزبرك - سونا
- موسى أوزونلار - صدري
- إمره كيناي - جيتين
- ميرت يازيجيوغلو - يوسف
- سيماي بارلاس - المطر
- بامير بيكين - المفوض إبراهيم
- عليهان تركدمير - علي
- منجم درمان - زهرة
- نفيس كاراتاي - نازان

## موعد العرض
| الموسم | الموسم | الحلقات | الحلقات | البث الأصلي    | البث الأصلي    | البث الأصلي |
| الموسم | الموسم | الحلقات | الحلقات | البث الأول     | البث الأخير    | الشبكة      |
| ------ | ------ | ------- | ------- | -------------- | -------------- | ----------- |
|        | 1      | 5       | 5       | 21 نوفمبر 2020 | 19 ديسمبر 2020 | كانال دي    |